# Marathon des Dolomites
Le Marathon des Dolomites est une course de vélo, d'un jour, se déroulant une fois par an dans les Dolomites, en Italie. Ouverte aux cyclistes amateurs, elle est, avec plus de neuf mille participants, l'une des plus grandes courses cyclistes en Italie.

## Histoire
La première édition du marathon a eu lieu le 12 juillet 1987, intégrée dans les célébrations du dixième anniversaire du club de cyclisme Alta Badia-Raiffeisen. Cent soixante-six coureurs sont alors au départ pour une épreuve de 175 km franchissant sept cols dans les Dolomites. L'édition de 1989 est annulée en raison des chutes de neiges dans l'ascension du col de Giau.
Cependant, les années suivantes, le nombre de personnes désirant être au départ augmente de manière très importante :
- en 2004, le nombre de participants est limité à neuf mille, un tirage au sort est introduit afin d'attribuer ces places ;
- pour l'édition 2012, vingt-neuf mille cent personnes prennent part à ce tirage au sort, pour attribuer 4 800 places ; les 4 200 places restantes sont réservées à des voyagistes et à des places attribuées dans le cadre d'opérations caritatives.

## L'épreuve
L'épreuve propose trois parcours de difficultés différentes : Percorso Maratona, Percorso Medio et Percorso Sellaronda.

### Percorso Maratona
Il s'agit du parcours le plus long et celui comportant le plus de dénivelé. D'une longueur de 138 km, il compte 4 190 mètres d'ascension cumulée. Il franchit les cols suivants : 
- col de Campolongo : 1 875 mètres, 5,8 km à 6,1 % ;
- col Pordoi :  2 239 mètres, 9,2 km à 6,9 % ;
- col Sella :  2 240 mètres, 5,5 km à 7,9 % ;
- col Gardena :  2 121 mètres, 5,8 km à 4,3 % ;
- col de Campolongo : 1 875 mètres, 5,8 km à 6,1 % ;
- col de Giau :  2 236 mètres, 9,9 km à 9,3 % ;
- col de Falzarego : 2 105 mètres, 11,5 km à 5,8 %.